# Gideon Fell: panico a teatro
Gideon Fell: panico a teatro (Panic in box C) è un romanzo giallo del 1966 scritto da John Dickson Carr, il ventiduesimo con protagonista il gargantuesco criminologo Gideon Fell.

## Trama
Il dottor Gideon Fell è in viaggio dalla Gran Bretagna agli Stati Uniti sul piroscafo Illyria per tenere un ciclo di conferenze; sulla nave incontra l'amico storico Philip Knox, anche lui in viaggio per lo stesso motivo. I due si raccontano la storia di Adam Cayley, attore famoso alcuni decenni prima, morto in circostanze drammatiche durante una rappresentazione di Romeo e Giulietta; sulla nave viaggia infatti la sua vedova, Margery Vane, ex-attrice divenuta nel frattempo una donna molto agiata (grazie anche all'eredità del primo marito), che ora intende riaprire il Mask Theatre (lo stesso dove era avvenuto il drammatico decesso del marito) riportando in scena proprio il Romeo e Giulietta. Con lei viaggiano il suo giovane e bel fidanzato, Lawrence Porte, e la sua segretaria, Bess Harkness. Che l'atmosfera sia già tesa lo dimostra il colpo di pistola che viene sparato contro il gruppo, mancando ampiamente ognuno dei presenti: ma sulla nave non si trova né chi ha sparato né la pistola.
Mentre Philip incontra anche sua moglie, Judy, dalla quale si era separato e che ora invece sembra intenzionata a riallacciare i rapporti con lui, Margery mette in piedi una compagnia di attori (che includono l'esperto Barry Plunkett e la giovane Anne Winfield) e inizia le prove dello spettacolo: durante la prova costumi, decide di assistere alla rappresentazione da sola nel palco C. Inutile dire che cadrà vittima di uno spietato assassino, colpita con la freccia apparentemente scoccata da una vecchia balestra di scena che era scomparsa poche ore prima. Ma chi è stato? E come ha fatto a non farsi vedere da nessuno? O meglio, quasi nessuno: un vecchio custode alcolizzato dichiara di aver visto un uomo mascherato vestito tutto di nero scoccare la freccia dal palcoscenico e poi sparire attraverso una porta nascosta.
Ma chi dei sospetti può essere stato? Tutti sembrano avere un alibi, ma molti avevano anche un movente per volere Margery morta; compresa Judy Knox...
Fortuna che il dottor Fell torna dal suo giro di conferenze appena in tempo per risolvere l'intricato intreccio...

## Edizioni italiane
- Gideon Fell: panico a teatro, traduzione di Marco Caricchio, collana Il giallo Mondadori n. 1386, Arnoldo Mondadori Editore, agosto 1975.
- Gideon Fell: panico a teatro, traduzione di Marco Caricchio, collana I classici del Giallo Mondadori n. 1226, Arnoldo Mondadori Editore, agosto 2009, pp. 248.